# Blastobasis legrandi
Blastobasis legrandi is een vlinder uit de familie spaandermotten (Blastobasidae). De wetenschappelijke naam is voor het eerst geldig gepubliceerd in 1995 door Adamski.
De soort komt voor in tropisch Afrika.